# 16214 Венкатачалам
16214 Венкатачалам (16214 Venkatachalam) — астероїд головного поясу, відкритий 4 лютого 2000 року.
Тіссеранів параметр щодо Юпітера — 3,545.